# Metopoedema
Metopoedema es un género de insecto coleóptero de la familia Chrysomelidae.

## Especies
- Metopoedema longicorne (Duvivier, 1891)
- Metopoedema paradoxum Duvivier, 1891